# کشتار ۱۹۸۲ حماة
کشتار حما (عربی:مجزرة حماة) رویدادی در فوریه ۱۹۸۲ میلادی شهر حما بود که با یورش همه‌جانبهٔ نیروهای مسلح سوریه به این شهر به منظور سرکوب اعتراض مخالفان حکومت حزب بعث سوریه و حافظ اسد به رهبری اخوان المسلمین صورت گرفت. این عملیات از روز دوم فوریه ۱۹۸۲ آغاز شد و رهبری آن را رفعت اسد برادر حافظ اسد بر عهده داشت.
بنابر تخمین عفو بین‌الملل بین ١٧هزار تا ۴٠هزار سوری در این درگیری کشته شدند، که اکثر آن‌ها غیرنظامی    ‌(و مسلمان سنی)بودند.
کشتار حمات در کنار نبرد سپتامبر سیاه در اردن به عنوان خونبارترین عملیات‌های دولت‌های عربی علیه ملت‌های خود شناخته می‌شوند.
در فوریه سال ۲۰۱۲ و در پی خیزش سوریه، مردم شهر حما سی امین سالگرد این کشتار را با ریختن رنگ قرمز بر خیابان‌ها و آسیاب‌های آبی نامدار این شهر گرامی داشتند.